# Воронцовский сельсовет (Загорский район)
Воронцовский сельсовет — упразднённая административно-территориальная единица, существовавшая на территории Московской губернии и Московской области до 1976 года.
Воронцовский сельсовет возник в первые годы советской власти. По данным 1918 года он входил в состав Сергиевской волости Дмитровского уезда Московской губернии.
13 октября 1919 года Сергиевская волость вошла в Сергиевский уезд. Вскоре (до 1922 года) Воронцовский с/с был упразднён.
Вновь Воронцовский с/с был образован в 1929 году в составе Сергиевского (с 1930 — Загорского) района Московского округа Московской области путём объединения Благовещенского и Захарьинского с/с.
17 июля 1939 года к Воронцовскому с/с было присоединено селение Фролово упразднённого Григоровского с/с.
9 июля 1952 года из Мишутинского с/с в Воронцовский было передано селение Бубяково.
14 июля 1954 года к Воронцовскому с/с был присоединён Алферьевский с/с.
30 декабря 1959 года селения Алферьево, Зельниково, Псарёво и Сабурово были переданы из Воронцовского с/с в Васильевский с/с.
1 февраля 1963 года Загорский район был упразднён и Воронцовский с/с вошёл в Мытищинский сельский район. 11 января 1965 года Воронцовский с/с был возвращён в восстановленный Загорский район.
30 июня 1969 года входившая в Воронцовский с/с территория бывшего колхоза «Заря» была передана в черту города Загорска.
2 декабря 1976 года Воронцовский с/с был упразднён, а его территория передана в состав Мишутинского с/с.